# AFC Rangers
Gli AFC Rangers sono una squadra di football americano di Mödling, in Austria.

## Storia
Fondati a Schwarzenau nel 1986 come Blue Rangers Schwarzenau, divennero in seguito Lower Austria Titans e, per le sole stagioni 2011 e 2012, AFC Kornmesser Rangers (per ragioni di sponsor); dal 2013 sono denominati AFC Rangers.
La sezione femminile, le Rangers Roughnecks, ha raggiunto il Ladies Bowl nel 2004.

## Dettaglio stagioni

### Amichevoli
| Stagione | Vin | Par | Per | Tot | PF | PS | avversaria      |
| -------- | --- | --- | --- | --- | -- | -- | --------------- |
| 2005     | 0   | 0   | 1   | 1   | 12 | 13 | Budapest Wolves |
| Totale   | 0   | 0   | 1   | 1   | 12 | 13 |                 |

### Tornei nazionali

#### Campionato

##### AFL
| Stagione | regular season | regular season | regular season | regular season | regular season | regular season | playoff | playoff | playoff | playoff | playoff | playoff   | playoff               |
|          | Vin            | Par            | Per            | Tot            | PF             | PS             | Vin     | Per     | Tot     | PF      | PS      | risultato | avversaria            |
| -------- | -------------- | -------------- | -------------- | -------------- | -------------- | -------------- | ------- | ------- | ------- | ------- | ------- | --------- | --------------------- |
| 2000     | 2              | 0              | 6              | 8              | 236            | 355            | -       | -       | -       | -       | -       | -         | -                     |
| 2012     | 0              | 0              | 10             | 10             | 77             | 567            | -       | -       | -       | -       | -       | -         | -                     |
| 2013     | 0              | 0              | 10             | 10             | 101            | 461            | -       | -       | -       | -       | -       | -         | -                     |
| 2016     | 4              | 0              | 6              | 10             | 334            | 428            | 0       | 1       | 1       | 18      | 65      | Wild Card | Ljubljana Silverhawks |
| 2017     | 4              | 0              | 6              | 10             | 351            | 354            | 0       | 1       | 1       | 20      | 49      | Wild Card | Ljubljana Silverhawks |
| 2018     | 5              | 0              | 5              | 10             | 343            | 340            | 0       | 1       | 1       | 18      | 21      | Wild Card | Danube Dragons        |
| 2019     | 4              | 0              | 6              | 10             | 304            | 397            | 0       | 1       | 1       | 23      | 35      | Wild Card | Prague Black Panthers |
| 2021     | 0              | 0              | 8              | 8              | 85             | 243            | -       | -       | -       | -       | -       | -         | -                     |
| 2022     | 5              | 0              | 5              | 10             | 278            | 276            | -       | -       | -       | -       | -       | -         | -                     |
| 2023     | 4              | 0              | 6              | 10             | 208            | 311            | -       | -       | -       | -       | -       | -         | -                     |
| 2024     | 2              | 0              | 8              | 10             | 124            | 353            | -       | -       | -       | -       | -       | -         | -                     |
| Totale   | 30             | 0              | 76             | 106            | 2441           | 4085           | 0       | 4       | 4       | 79      | 170     |           |                       |

Fonti: Enciclopedia del Football - A cura di Massimo Mezzetti

##### Austrian Football Division Ladies
| Stagione | regular season | regular season | regular season | regular season | regular season | regular season | playoff | playoff | playoff | playoff | playoff | playoff     | playoff               |
|          | Vin            | Par            | Per            | Tot            | PF             | PS             | Vin     | Per     | Tot     | PF      | PS      | risultato   | avversaria            |
| -------- | -------------- | -------------- | -------------- | -------------- | -------------- | -------------- | ------- | ------- | ------- | ------- | ------- | ----------- | --------------------- |
| 2009     | 1              | 0              | 5              | 6              | 90             | 223            | -       | -       | -       | -       | -       | -           | -                     |
| 2010     | 1              | 0              | 3              | 4              | 37             | 66             | 0       | 1       | 1       | 24      | 40      | Ladies Bowl | Vienna Vikings Ladies |
| Totale   | 2              | 0              | 8              | 10             | 127            | 289            | 0       | 1       | 1       | 24      | 40      |             |                       |

Fonti: Enciclopedia del Football - A cura di Massimo Mezzetti

##### Austrian Football Division 1/AFL Division I
| Stagione | regular season | regular season | regular season | regular season | regular season | regular season | playoff | playoff | playoff | playoff | playoff | playoff          | playoff               |
|          | Vin            | Par            | Per            | Tot            | PF             | PS             | Vin     | Per     | Tot     | PF      | PS      | risultato        | avversaria            |
| -------- | -------------- | -------------- | -------------- | -------------- | -------------- | -------------- | ------- | ------- | ------- | ------- | ------- | ---------------- | --------------------- |
| 2004     | 0              | 0              | 6              | 6              | 26             | 197            | 0       | 1       | 1       | 0       | 28      | Quarti di finale | Baden Bruins          |
| 2010     | 6              | 0              | 0              | 6              | 235            | 90             | 2       | 0       | 2       | 59      | 7       | Campioni         | Traun Steelsharks     |
| 2011     | 6              | 0              | 0              | 6              | 159            | 67             | 2       | 0       | 2       | 59      | 23      | Campioni         | Tirol Raiders JV      |
| 2015     | 5              | 0              | 3              | 8              | 226            | 191            | 1       | 1       | 2       | 52      | 60      | Silver Bowl      | Cineplexx Blue Devils |
| Totale   | 17             | 0              | 9              | 26             | 646            | 545            | 5       | 2       | 7       | 170     | 118     |                  |                       |

Fonti: Enciclopedia del Football - A cura di Massimo Mezzetti

##### Austrian Football Division 2/AFL Division II
| Stagione | regular season | regular season | regular season | regular season | regular season | regular season | playoff | playoff | playoff | playoff | playoff | playoff    | playoff           |
|          | Vin            | Par            | Per            | Tot            | PF             | PS             | Vin     | Per     | Tot     | PF      | PS      | risultato  | avversaria        |
| -------- | -------------- | -------------- | -------------- | -------------- | -------------- | -------------- | ------- | ------- | ------- | ------- | ------- | ---------- | ----------------- |
| 2008     | 5              | 0              | 1              | 6              | 171            | 81             | 0       | 1       | 1       | 7       | 24      | Iron Bowl  | CNC Gladiators    |
| 2009     | 6              | 0              | 0              | 6              | 244            | 83             | 2       | 0       | 2       | 65      | 27      | Campioni   | Vienna Knights    |
| 2011     | 2              | 0              | 4              | 6              | 56             | 162            | -       | -       | -       | -       | -       | -          | -                 |
| 2014     | 6              | 0              | 2              | 8              | 273            | 93             | 2       | 0       | 2       | 63      | 22      | Campioni   | Traun Steelsharks |
| 2017     | 6              | 0              | 2              | 8              | 275            | 136            | 0       | 1       | 1       | 28      | 41      | Semifinale | Telfs Patriots    |
| 2018     | 2              | 0              | 6              | 8              | 156            | 210            | -       | -       | -       | -       | -       | -          | -                 |
| 2019     | 4              | 0              | 4              | 8              | 204            | 216            | -       | -       | -       | -       | -       | -          | -                 |
| Totale   | 31             | 0              | 19             | 50             | 1379           | 981            | 4       | 2       | 6       | 163     | 114     |            |                   |

Fonti: Enciclopedia del Football - A cura di Massimo Mezzetti

##### Austrian Football Division 3/AFL Division III
| Stagione | regular season | regular season | regular season | regular season | regular season | regular season | playoff | playoff | playoff | playoff | playoff | playoff        | playoff          |
|          | Vin            | Par            | Per            | Tot            | PF             | PS             | Vin     | Per     | Tot     | PF      | PS      | risultato      | avversaria       |
| -------- | -------------- | -------------- | -------------- | -------------- | -------------- | -------------- | ------- | ------- | ------- | ------- | ------- | -------------- | ---------------- |
| 2012     | 2              | 0              | 4              | 6              | 95             | 129            | -       | -       | -       | -       | -       | -              | -                |
| 2013     | 3              | 0              | 3              | 6              | 93             | 81             | -       | -       | -       | -       | -       | -              | -                |
| 2014     | 3              | 0              | 3              | 6              | 101            | 119            | -       | -       | -       | -       | -       | -              | -                |
| 2015     | 1              | 0              | 5              | 6              | 76             | 275            | -       | -       | -       | -       | -       | -              | -                |
| 2016     | 6              | 0              | 0              | 6              | 217            | 86             | 1       | 1       | 2       | 75      | 54      | Challenge Bowl | Vienna Knights 2 |
| Totale   | 15             | 0              | 15             | 30             | 582            | 690            | 1       | 1       | 2       | 75      | 54      |                |                  |

Fonti: Enciclopedia del Football - A cura di Massimo Mezzetti

### Riepilogo fasi finali disputate
| Anno            | Luogo            | Evento                            | Fase del torneo      | Incontro                                                              | Risultato |
| 2004            |                  | Austrian Football Division 1      | Quarti di finale     | Baden Bruins - Schwarzenau Rangers                                    | 28 - 0    |
| 5 luglio 2008   |                  | Austrian Football Division 2      | Iron Bowl            | Lower Austria Titans - CNC Gladiators                                 | 7 - 24    |
| 11 luglio 2009  |                  | Austrian Football Division 2      | Spareggio promozione | Traun Steelsharks - Lower Austria Titans                              | 0 - 21    |
| 26 giugno 2010  | Maria Enzersdorf | Austrian Football Division 1      | Silver Bowl          | Lower Austria Titans - Traun Steelsharks                              | 24 - 7    |
| 7 novembre 2010 |                  | Austrian Football Division Ladies | Ladies Bowl          | Vienna Vikings Ladies - Lower Austria Titans Ladies/Graz Black Widows | 40 - 24   |
| 11 giugno 2011  |                  | Austrian Football Division 1      | Silver Bowl          | AFC Rangers Mödling - Tirol Raiders JV                                | 41 - 10   |
| 27 luglio 2014  |                  | AFL - Division II                 | Iron Bowl            | AFC Rangers Mödling - Traun Steelsharks                               | 21 - 10   |
| 11 luglio 2015  |                  | AFL - Division I                  | Silver Bowl          | AFC Rangers Mödling - Cineplexx Blue Devils                           | 28 - 47   |
| 9 luglio 2016   | Lubiana          | AFL                               | Wild Card            | Ljubljana Silverhawks - AFC Rangers Mödling                           | 65 - 18   |
| 30 luglio 2016  |                  | AFL - Division III                | Challenge Bowl       | AFC Rangers Mödling 2 - Vienna Knights 2                              | 0 - 31    |
| 15 luglio 2017  | Lubiana          | AFL                               | Wild Card            | Ljubljana Silverhawks - AFC Rangers Mödling                           | 49 - 20   |
| 15 luglio 2017  | Bienne           | AFL - Division II                 | Semifinale           | Telfs Patriots - AFC Rangers Mödling 2                                | 41 - 28   |
| 1º luglio 2018  |                  | AFL                               | Wild Card            | Danube Dragons - AFC Rangers Mödling                                  | 21 - 18   |
| 7 luglio 2019   |                  | AFL                               | Wild Card            | Prague Black Panthers - AFC Rangers Mödling                           | 35 - 23   |

## Palmarès
- 3 Silver Bowl (1989[7], 2010, 2011)
- 2 Iron Bowl (2009, 2014)